# Masterskaya
Masterskaya – to wytwórnia muzyczna założona przez Iwana Dorna.
Singiel Dorna "Lemonade" był pierwszym w katalogu wytwórni. W 2019 roku zespół projektowy założył własny Dom Kultury, w którym znajdują się trzy studia nagraniowe i sala koncertowa. Po inwazji wojsk rosyjskich na Ukrainę wytwórnia zamknęła dostęp do swojego katalogu muzycznego dla słuchaczy z Rosji i Białorusi.

## Artyści
- YUKO[5]
- Constantine
- Grupa [O][6][7]
- Iwan Dorn
- Cream Soda